# Mpaltoúma
Mpaltoúma (Mpaltouma) är en ort i Grekland.   Den ligger i prefekturen Nomós Ioannínon och regionen Epirus, i den centrala delen av landet, 300 km nordväst om huvudstaden Aten. Mpaltoúma ligger 539 meter över havet och antalet invånare är 176.
Terrängen runt Mpaltoúma är kuperad åt nordväst, men åt sydost är den bergig.Runt Mpaltoúma är det ganska glesbefolkat, med 36 invånare per kvadratkilometer. Närmaste större samhälle är Ioánnina, 13,1 km väster om Mpaltoúma. Omgivningarna runt Mpaltoúma är en mosaik av jordbruksmark och naturlig växtlighet.